# Coussarea longifolia
Coussarea longifolia är en måreväxtart som beskrevs av Johannes Müller Argoviensis. Coussarea longifolia ingår i släktet Coussarea och familjen måreväxter. Inga underarter finns listade i Catalogue of Life.